# Saint-Vincent-de-Barrès
Pour les articles homonymes, voir Saint-Vincent.
Saint-Vincent-de-Barrès [sɛ̃ vɛ̃sɑ̃ də baʁɛs] est une commune française, située dans le département de l'Ardèche en région Auvergne-Rhône-Alpes.
Les habitants sont appelés les Barrésiens et les Barrésiennes.

## Géographie

### Situation et description
Le village de Saint-Vincent-de-Barrès se situe dans le sud-est de l'Ardèche, à environ 17 kilomètres de la préfecture du département, Privas. Rattachée à la communauté de communes Ardèche Rhône Coiron, la commune fait partie de l'arrondissement de Privas, et du canton du Pouzin. Elle est traversée par la rivière Rieutord, qui donne son nom à un quartier situé sur ses rives.

### Géologie et relief
Situé sur un éperon calcaire, le village de Saint-Vincent-de-Barrès culmine à 260 mètres d'altitude. Il domine la vaste plaine du Barrès, où, grâce à l'irrigation, sont cultivés du maïs, des oignons et du blé. Cette plaine est entourée de plusieurs collines. Outre le Serre de la Croix sur lequel est établi le village, s'y trouvent la colline du Bary (ancien fort qui donna son nom au village) et Andance. Cette dernière est d'ailleurs exploitée par l'entreprise CECA qui extrait de la diatomite, une roche calcaire extrêmement légère : comme elle  flotte sur l'eau, elle est utilisée en pharmacie ou comme filtre dans l'agroalimentaire.

### Climat
Pour des articles plus généraux, voir Climat d'Auvergne-Rhône-Alpes et Climat de l'Ardèche.
En 2010, le climat de la commune est de type climat méditerranéen altéré, selon une étude du CNRS s'appuyant sur une série de données couvrant la période 1971-2000. En 2020, Météo-France publie une typologie des climats de la France métropolitaine dans laquelle la commune est exposée à un climat méditerranéen et est dans la région climatique Provence, Languedoc-Roussillon, caractérisée par une pluviométrie faible en été, un très bon ensoleillement (2 600 h/an), un été chaud (21,5 °C), un air très sec en été, sec en toutes saisons, des vents forts (fréquence de 40 à 50 % de vents > 5 m/s) et peu de brouillards.
Pour la période 1971-2000, la température annuelle moyenne est de 12,5 °C, avec une amplitude thermique annuelle de 17,4 °C. Le cumul annuel moyen de précipitations est de 1 046 mm, avec 7 jours de précipitations en janvier et 4,4 jours en juillet. Pour la période 1991-2020, la température moyenne annuelle observée sur la station météorologique de Météo-France la plus proche, « Chomérac Sa_rce », sur la commune de Chomérac à 7 km à vol d'oiseau, est de 13,2 °C et le cumul annuel moyen de précipitations est de 1 104,9 mm,. Pour l'avenir, les paramètres climatiques de la commune estimés pour 2050 selon différents scénarios d'émission de gaz à effet de serre sont consultables sur un site dédié publié par Météo-France en novembre 2022.

### Hydrographie
Le territoire communal est traversé par le Rieutord, un affluent du Lavézon.

## Urbanisme

### Typologie
Au 1er janvier 2024, Saint-Vincent-de-Barrès est catégorisée commune rurale à habitat dispersé, selon la nouvelle grille communale de densité à 7 niveaux définie par l'Insee en 2022.
Elle est située hors unité urbaine. Par ailleurs la commune fait partie de l'aire d'attraction de Montélimar, dont elle est une commune de la couronne,. Cette aire, qui regroupe 45 communes, est catégorisée dans les aires de 50 000 à moins de 200 000 habitants,.

### Occupation des sols
L'occupation des sols de la commune, telle qu'elle ressort de la base de données européenne d’occupation biophysique des sols Corine Land Cover (CLC), est marquée par l'importance des forêts et milieux semi-naturels (61,2 % en 2018), une proportion sensiblement équivalente à celle de 1990 (61,4 %). La répartition détaillée en 2018 est la suivante : 
forêts (50,8 %), terres arables (19,1 %), zones agricoles hétérogènes (13,5 %), milieux à végétation arbustive et/ou herbacée (6,7 %), prairies (5,8 %), espaces ouverts, sans ou avec peu de végétation (3,6 %), mines, décharges et chantiers (0,5 %).
L'évolution de l’occupation des sols de la commune et de ses infrastructures peut être observée sur les différentes représentations cartographiques du territoire : la carte de Cassini (XVIIIe siècle), la carte d'état-major (1820-1866) et les cartes ou photos aériennes de l'IGN pour la période actuelle (1950 à aujourd'hui).

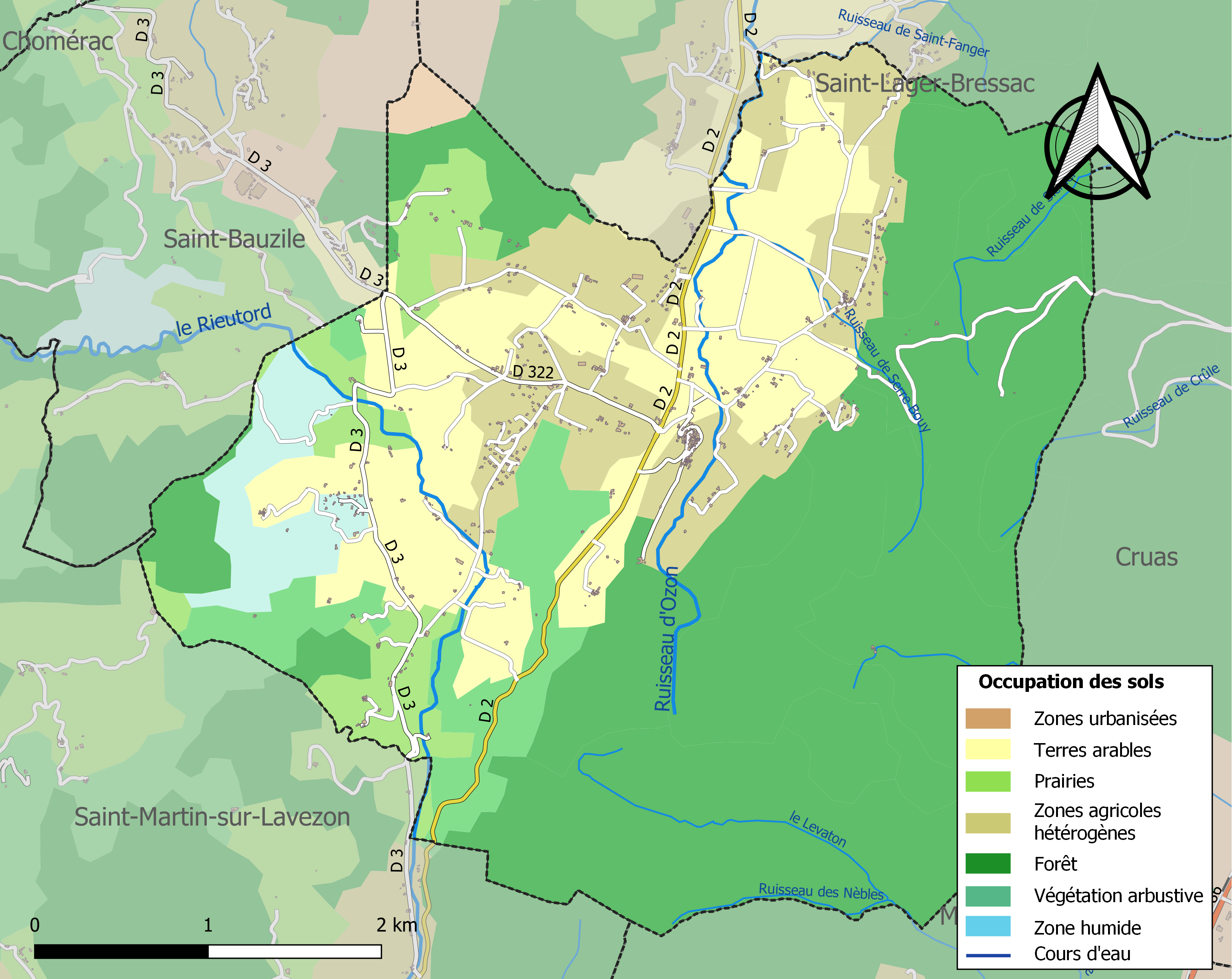
Carte des infrastructures et de l'occupation des sols de la commune en 2018 (CLC).

### Lieux-dits, hameaux et écarts
Les habitants se dénomment les Barrésiens (on trouve aussi dans la littérature les Vincenois).
La commune comporte de nombreux hameaux et lieux-dits parmi lesquels : le Serre, Azinières, le Plot, Rieutord, Mazelière, Cassès, Faugères...

### Risques naturels et technologiques

#### Risques sismiques
L'ensemble du territoire de la commune de Saint-Vincent-de-Barrès est situé en zone de sismicité no 3, dite « modérée » (sur une échelle de 1 à 5), comme la plupart des communes situées dans la vallée du Rhône, mais non loin de la limite orientale de la zone no 2, dite « faible » qui correspond au plateau ardéchois.
| Type de zone | Niveau            | Définitions (bâtiment à risque normal) |
| ------------ | ----------------- | -------------------------------------- |
| Zone 3       | Sismicité modérée | accélération = 1,1 m/s2                |

## Histoire

### Antiquité
Existence d’un oppidum gaulois à Berguise (commune de Saint-Martin-sur-Lavezon) et d’une voie romaine.
Selon la tradition, Jules César y serait passé pour envahir par surprise le territoire arverne.
Domaine gallo-romain « villa Artenica ».

### Moyen Âge
Du point de vue ecclésiastique, le village est une fondation (antérieure au Xe siècle) de l’église de Viviers sur l’ancien domaine gallo-romain. Saint-Vincent était le siège d’une baronnie ayant juridiction sur les paroisses environnantes. Ce mandement féodal se trouvait à la limite des diocèses de Viviers et de Valence, d’où de nombreuses contestations.
- 926 le chevalier « Stéphane » construit son fort au Barry.
- 1020 les chanoines de Viviers échangent avec les moines de Cluny, l’église de Saint-Vincent-de-Barrès contre celle de Meysse.
- 1095 Genton de Barrès participe à la première croisade dans laquelle il avait accompagné Raimond de Saint-Gilles, comte de Toulouse) Saint-Vincent faisant partie du domaine des comtes de Toulouse).
- 1213 Différend entre Adhémar de Poitiers, comte de Valentinois et Nicolas, évêque de Viviers à propos de la souveraineté sur le Barrésium. Le comte d’Orange assisté du roi d’Aragon donne raison à l’évêque de Viviers.
- 1239 Les comtes de Toulouse cèdent aux comtes de Valentinois leurs possessions du Vivarais.
- 1271 Une partie du Vivarais est rattachée au royaume de France.
- 1390 Le fort du Barry est saisi sur ordre du roi et est restitué en 1392 à la comtesse de Valentinois.
- 1467 Saint-Vincent-de-Barrès est définitivement rattaché au domaine royal.

### Époque Moderne
- 1509 : à la suite d'une transaction, Aymar de Poitiers cède à Guinot de Chambaud, la seigneurie de Saint-Vincent en se réservant l’hommage.
- 1574 : Saint-Vincent est pris par les Huguenots sous les ordres du capitaine Paulet.
- 1583 : visite du Grand Vicaire de Viviers.
- 1585 : Jacques de Chambaud y installe une garnison protestante.
- 1590 : démantèlement des places fortes catholiques et protestantes, Saint-Vincent a été "soigneusement oublié".
- 1607 : Messire René de la Tour du Pin-Gouvenet est qualifié seigneur de Chambaud.
- 1621 : les protestants commandés par monsieur de Blacons bloquèrent les armées qui venaient de Chomérac et se dirigeaient vers le Languedoc pour participer au siège de Montuban.
- 1686 : Noble Jean de Silhol est qualifié seigneur de Saint-Vincent-de-Barrès.

### Époque contemporaine
- 1944 : Un Handley Page Halifax du 624th Squadron de la RAF, décolle le 24 juin 1944 du terrain de Blida en Algérie pour une mission de parachutage à la Résistance et s'écrase au sol sur la commune vers 1 heure du matin, pour une raison indéterminée, au lieu-dit ’Pierre Noire. Aucun survivant.
- 1980 : vendredi après-midi 5 septembre, un quadrimoteur C-130 Hercules de l'armée de l'air koweïtienne s'est abattu près de Saint-Vincent-de-Barrès[15].
- 2012 : Un incendie a lieu dans le camping municipal du Rieutord, causant des dégâts matériels[16].
- 2017 : Au 1er janvier, la communauté de communes Barrès-Coiron fusionne avec celle de Rhône Helvie pour former la communauté de communes Ardèche Rhône Coiron.
- 2018 : Une plaque commémorant le crash du Handley Page Halifax est installée à l'entrée du cimetière communal, à l'occasion du 74e anniversaire de l'accident[17].
- 2020 : Les élections municipales ont lieu dans le contexte de la pandémie de Covid-19. Le 25 mai, Paul Savatier est réélu maire pour un troisième mandat[18].

## Politique et administration

### Liste des maires
| Période                                  | Période                    | Identité                    | Étiquette    | Qualité                                                                                 |
| ---------------------------------------- | -------------------------- | --------------------------- | ------------ | --------------------------------------------------------------------------------------- |
| Les données manquantes sont à compléter. |                            |                             |              |                                                                                         |
| février 1827                             | décembre 1830              | Jean Henri Régis du Solier  |              | Ancien chef de bataillon                                                                |
| janvier 1831                             | mars 1836                  | Joseph Charles Vignal       |              | Propriétaire                                                                            |
| avril 1836                               | juin 1839                  | Jean Antoine Vignal         |              | Propriétaire                                                                            |
| juin 1839                                | février 1848               | Jean Henri Régis du Solier  |              | Ancien chef de bataillon, chevalier de la Légion d'honneur et de l'Ordre de Saint-Louis |
| mars 1848                                | juillet 1848               | Louis Ravel                 |              | Cultivateur                                                                             |
| juillet 1850                             | février 1851               | Jean Paul Vincent Descours  |              | Cultivateur                                                                             |
| juin 1851                                | décembre 1851              | Abraham Vignal              |              | Cultivateur                                                                             |
| décembre 1851                            | juillet 1852               | Paulin Henri Beauthéac      |              | Propriétaire                                                                            |
| juillet 1852                             | février 1853               | Jean Antoine Vignal         |              | Propriétaire                                                                            |
| septembre 1870                           | avril 1871                 | Henri Chenivesse            |              | Propriétaire                                                                            |
| mai 1871                                 | mai 1892                   | Zéphirin Vincent Paul Comte |              | Propriétaire                                                                            |
| mai 1892                                 | août 1901                  | Prosper Hyppolite Laurent   |              | Propriétaire                                                                            |
| mars 1965                                | mars 1971                  | Prosper Laurent             |              |                                                                                         |
| mars 1971                                | juin 1995                  | Georges Chagounoff          | UDR puis RPR | Ingénieur en centrale nucléaire                                                         |
| juin 1995                                | mars 2001                  | Claude Ehling               | DVG          | Agent de maîtrise                                                                       |
| mars 2001                                | mars 2008                  | Jean-Pierre Perrin          | DVG          | Agriculteur                                                                             |
| mars 2008                                | En cours (au 07 août 2016) | Paul Savatier               | PS           | Fonctionnaire                                                                           |

## Population et société

### Démographie
L'évolution du nombre d'habitants est connue à travers les recensements de la population effectués dans la commune depuis 1793. Pour les communes de moins de 10 000 habitants, une enquête de recensement portant sur toute la population est réalisée tous les cinq ans, les populations de référence des années intermédiaires étant quant à elles estimées par interpolation ou extrapolation. Pour la commune, le premier recensement exhaustif entrant dans le cadre du nouveau dispositif a été réalisé en 2007.

En 2022, la commune comptait 827 habitants, en évolution de −0,6 % par rapport à 2016 (Ardèche : +2,48 %, France hors Mayotte : +2,11 %).
| 1793 | 1800 | 1806 | 1821 | 1831 | 1836 | 1841 | 1846 | 1851  |
| ---- | ---- | ---- | ---- | ---- | ---- | ---- | ---- | ----- |
| 707  | 673  | 744  | 764  | 824  | 955  | 930  | 988  | 1 013 |

| 1856 | 1861 | 1866 | 1872 | 1876 | 1881 | 1886 | 1891 | 1896 |
| ---- | ---- | ---- | ---- | ---- | ---- | ---- | ---- | ---- |
| 931  | 920  | 870  | 871  | 857  | 834  | 809  | 775  | 802  |

| 1901 | 1906 | 1911 | 1921 | 1926 | 1931 | 1936 | 1946 | 1954 |
| ---- | ---- | ---- | ---- | ---- | ---- | ---- | ---- | ---- |
| 775  | 720  | 651  | 600  | 517  | 489  | 496  | 446  | 371  |

| 1962 | 1968 | 1975 | 1982 | 1990 | 1999 | 2006 | 2007 | 2012 |
| ---- | ---- | ---- | ---- | ---- | ---- | ---- | ---- | ---- |
| 393  | 360  | 314  | 330  | 524  | 605  | 749  | 770  | 826  |

| 2017 | 2022 | - | - | - | - | - | - | - |
| ---- | ---- | - | - | - | - | - | - | - |
| 837  | 827  | - | - | - | - | - | - | - |

### Festivités et évènements
- Brocante le 1er mai de chaque année.
- Fête médiévale au mois de septembre les années paires.
- Fête des moissons 1er week-end d'août de chaque année.
- Marché artisanal tous les 1er dimanches du mois
- Crieur public tous les 1er dimanches du mois

### Culte
La communauté catholique et l'église de Saint-Vincent-de-Barrès (propriété de la commune) dépendent de la paroisse Sainte-Mère-Térésa qui comprend de neuf communes. Cette paroisse est elle-même rattachée au diocèse de Viviers.

### Médias
La commune est située dans la zone de distribution de deux organes de la presse écrite :
- L'Hebdo de l'Ardèche

Il s'agit d'un journal hebdomadaire français basé à Valence et diffusé à Privas depuis 1999. Il couvre l'actualité de tout le département de l'Ardèche.
- Le Dauphiné libéré

Il s'agit d'un journal quotidien de la presse écrite française régionale distribué dans la plupart des départements de l'ancienne région Rhône-Alpes, notamment l'Ardèche. La commune est située dans la zone d'édition de Privas.

### Associations
Par rapport à son nombre d'habitants, le village de Saint Vincent de Barrès abrite de nombreuses associations actives tels que l'association des parents d'élèves (APE), Sème ta graine 07, l'association sports et loisirs du Barrès, le foyer des jeunes ou encore BLAC qui participent à l'animation du village

## Économie

### Agriculture
La commune fait partie de l'aire d’appellation de plusieurs produits :
- pour les vins : Coteaux-de-l'ardèche, Ardèche (IGP), Comtés-rhodaniens, Comté-de-grignan, Coteaux-de-montélimar ;
- pour l'alimentaire : Picodon, Pintade de l’Ardèche, Poulet de l'Ardèche ou Chapon de l'Ardèche, Saucisson de l'Ardèche, Volailles de la Drôme.

### Tourisme
Un camping et une piscine municipale étaient en activité entre les années 1980 et les années 2020 sur le site du Rieutord. Ils sont démolis en 2024.

## Culture locale et patrimoine
La commune est labellisée « Village de caractère » en 2012, et a également obtenu le label du « Pays d'Art et d'histoire du Vivarais Méridional » depuis 2011.

### Lieux et monuments

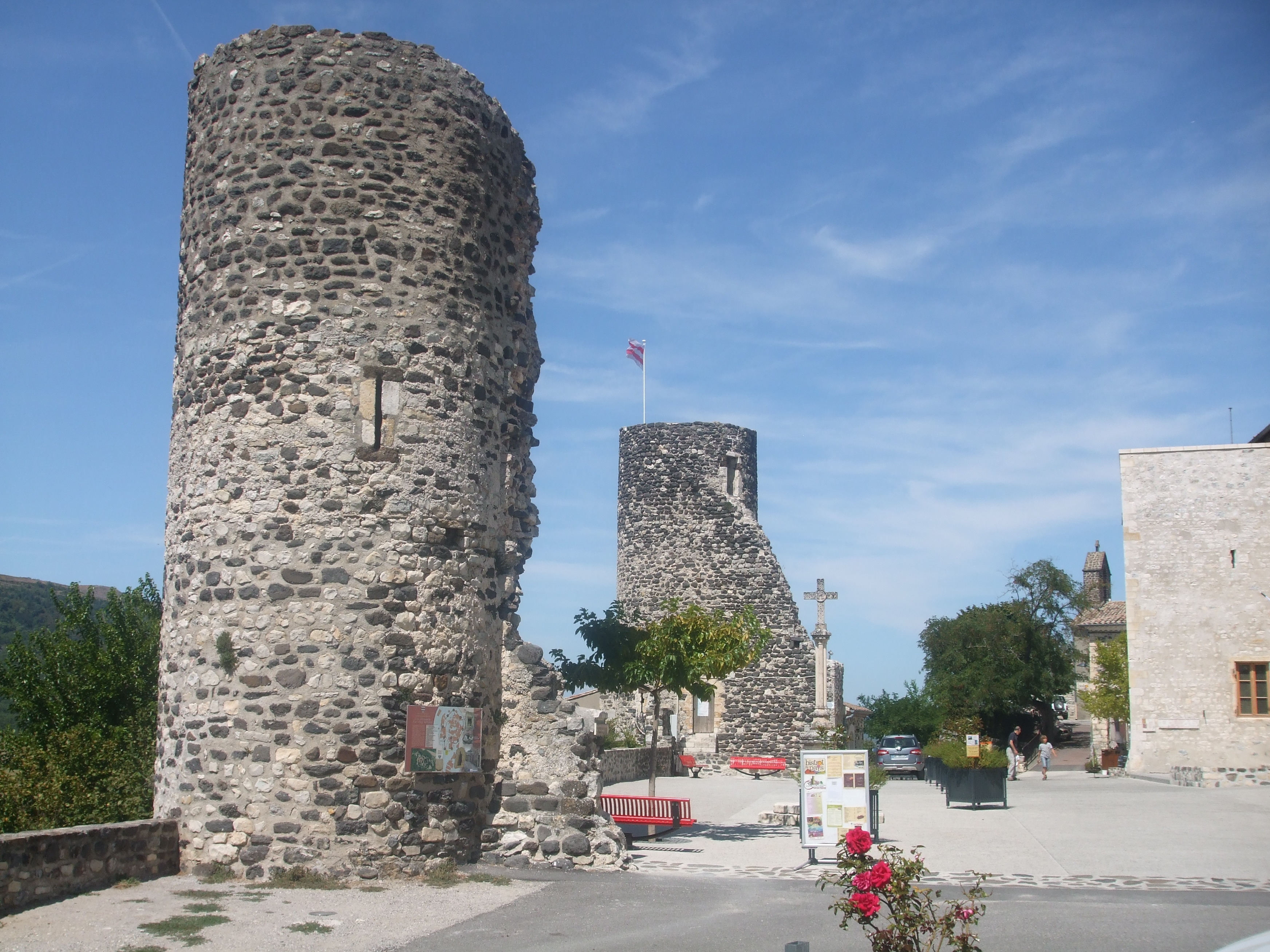
Vestige de l'ancienne enceinte

- Église Saint-Vincent de Saint-Vincent-de-Barrès ;
- Village fortifié et ruelles médiévales dominées par son donjon du XIIe siècle ;
- Château de la Dame (fin du Moyen Âge) ;
- Les Faugères, très ancienne maison de maître remontant au XIIIe siècle ;
- Nombreuses maisons caractéristiques des constructions traditionnelles : des murs épais, avec caves, grange et étables  en rez-de-chaussée, large escalier en pierres volcaniques, terrasse (souvent couverte) et habitation à l'étage 926 le chevalier « Stéphane » construit son fort au Barry ; avec des toitures agrémentées de génoises, le nombre de rangs de tuiles  canal disposées en génoises 2, 3, 4, traduisant la richesse du propriétaire. Certaines habitations ont encore leurs volets en planches de mûrier imputrescibles ;
- Quelques maisons bourgeoises du XVIIIe siècle avec de grandes salles décorées de plafonds à la française et de larges fenêtres. Les plafonds à la française, avec des chevrons en chêne, ont parfois été enduits de chaux et garnis de plâtre au XIXe siècle pour suivre la mode de l'époque !
- Forêt domaniale du Barrès (hêtraie relique).

### Personnalités liées à la commune
- Alexandre Astier : acteur et réalisateur, vivant sur la commune et originaire de Lyon.
- Robert Chapuis : député de l'Ardèche, possédât une maison de 1976 jusqu'à son élection comme maire du Teil en 1983.
- Aimé Jeanjean, préfet de l'Ardèche de 1948 à 1957 habita le village.

### Héraldique
| Blason de Saint-Vincent-de-Barrès | Blason  | D'azur au lion d'or, au chef d'argent chargé de cinq mouchetures d'hermine de sable. |
| Blason de Saint-Vincent-de-Barrès | Détails | Adopté par la municipalité.                                                          |